# Johann Friedrich von Syberg
Freiherr Johann Friedrich von Syberg (* ca. 1697; † 1738) war ein deutscher Adliger aus dem Hause Syberg. Er erbte 1711 im Alter von nur 14 Jahren Haus Kemnade im heutigen Hattingen. Im Jahre 1736 erhielt er vom Grafen zur Lippe das Gericht über die Herrlichkeit Stiepel im heutigen Bochum und die zugehörigen Lehnsgüter in lehnsrechtlicher Form zugesprochen.
Angetan von prunkvollem Lebensstil, Mode, Festivitäten und Gesellschaftsspielen im Zeitalter des Rokoko, verschwendete er das Erbe seines Vaters Friedrich Matthias von Syberg. Bei den Aufnahmen von Krediten gab er Lehnsgüter als sein Eigentum aus. Er verstarb unverheiratet und kinderlos. Es kam nach seinem Tode zum Konkurs und zu Zwangsversteigerungen. Zur Wende kam es, als die verwitwete Schwägerin, die Baronin von Syberg-Wischelingen, Witwe seines Bruders Johann Georg, Einspruch in Kleve und Beschwerde in Detmold erhob. Sie wurde 1750 von Simon August, Reichsgraf zur Lippe, mit Kemnade und Stiepel belehnt und verwaltete es für ihren Sohn Johann Friedrich Wilhelm von Syberg. Ein großer Teil der Gläubiger ging leer aus.